# Sitting Ducks (serie de televisión)
Sitting Ducks (Pato Bill o Patos Sentados en España; Patos Astutos en Hispanoamérica) es una serie de televisión de animación por computadora basada en las litografías del artista Michael Bedard y en el libro de este mismo de 1998. Se empezó a emitir en Europa en septiembre de 2001 y poco después en Norteamérica y en Australia. Dejó de ser emitida en el 2003.

## Trama
La trama principal tiene algo de parecido a la del libro. Bill es un pato que vive en la ciudad de Ducktown, éste un día se hace amigo de un cocodrilo llamado Aldo, y estos van viviendo aventuras juntos siendo una pareja muy inusual ya que normalmente los cocodrilos se alimentan de los patos. Muchas de las aventuras de la pareja de amigos suceden en el scooter de Bill.